# Carlos Meglia
Carlos Meglia (Quilmes, 11 dicembre 1957 – 15 agosto 2008) è stato un fumettista e illustratore argentino.
Noto soprattutto per la serie Cybersix, creata insieme a Carlos Trillo, pubblicata in Italia da Eura Editoriale.

## Carriera
Esordisce nel 1974 come collaboratore dell'illustratore argentino Oswal; realizza in questo periodo illustrazioni per la rivista scientifica El Péndulo, copertine per l'editore Record. Nel 1983 illustra una edizione per bambini della Bibbia, del Don Chisciotte e del Martín Fierro; contribuisce anche alla rivista satirica Satiricón e al magazine sportivo El Gráfico. Nel 1983, esordisce anche come fumettista per l'editore argentino Record e, nei tre anni successivi, lavora nel campo dell'animazione (Flinstones, Scooby Doo). Nel 1987 inizia la sua collaborazione con lo sceneggiatore Carlos Trillo, creando insieme a lui la serie Irish Coffee, con le avventure di un detective con poteri sovrannaturali e, sempre con Trillo, nel 1991 la serie Cybersix. Nel 2002 si trasferisce in Spagna e inizia a lavorare per il mercato mainstream americano, lavorando per le maggiori case editrici realizzando una miniserie di Star Wars, Underworld, per la Dark Horse, Spyboy, la mini Superman\Tarzan:sons of the jungle e Superman: infinite city per la DC Comics oltre a uno speciale della serie Crimson di Humberto Ramos per l'etichetta Cliffhanger. Nel 2005 crea la serie Canari con lo sceneggiatore Crisse per la casa editrice francese Soleil di cui usciranno solo i primi due volumi, a causa della prematura scomparsa del disegnatore. Meglia infatti muore il 15 agosto 2008 all'età di 50 anni. L'ultimo lavoro pubblicato è Red Song per il mercato francese.